# Lake LeAnn
Lake LeAnn es un lugar designado por el censo ubicado en el condado de Hillsdale en el estado estadounidense de Míchigan. En el Censo de 2020 tenía una población de 1571 habitantes y una densidad poblacional de 252,57 habitantes por km². Fue incluido como CDP en el censo de 2020. 

## Geografía
Lake LeAnn se encuentra ubicado en las coordenadas 42°03′45″N 84°25′49″O / 42.06250, -84.43028.  Según la Oficina del Censo de los Estados Unidos,  tiene una superficie total de 6,22 km², de la cual 4,29  km² corresponden a tierra firme y 1,93 km² a agua.